# محمية نبق
محمية نبق أعلنت محمية طبيعية في عام 1992، مساحتها 600كم2 (منها 440 كم2 في اليابس بالإضافة إلى 130 كم2 في النطاق المائي)، وتقع هذه المحمية على خليج العقبة في المنطقة ما بين شرم الشيخ ودهب ووادي أم عدوي في جنوب سيناء. وتبعد المحمية 35 كيلو متراً شمال شرم الشيخ. في اواخر عام 2010 تم استخدام المحمية كشواطى امنة للسياح لممارسة رياضة السباحة عقب هجوم القروش الشهير على شواطى شرم الشيخ.

## مواصفات المحمية
تتميز نبق بتعدد الأنظمة البيئية فتتمتع ببيئة صحراوية جبلية بكثبانها الرملية عند وادي كيد تتخللها وديان زاخرة بنباتات طبيعية بالإضافة إلى نباتات المانجروف (أفيسينيا مارينا) هذا وقاع الخليج بهذه المنطقة به العديد من الشعاب المرجانية والأسماك الملونة واللافقاريات والمحاريات والحياة البرية بها ثمينة حيث يوجد بها الغزلان، الإبل النوبي، التياتل، الثعالب، الوبر والعديد من أنواع القوارض والزواحف كما تهاجر إليها أنواع الطيور مثل العقاب النسارية، والخواضات، طائر البلشون.وتعيش بالمنطقة بعض قبائل البدو، وتعتبر المنطقة ذات جذب سياحى لهواة الغوص والسفارى ومراقبة الحيوانات والطيور.
أما أبرز ما تضمه محمية نبق فهو النظام النباتي بها حيث تضم أرضها نحو 134 نوعاً من النباتات منها نحو 86 نوعاً على الأقل اندثرت تماماً في الأماكن الأخرى وتجري دراسات تنمية وإكثار ما تبقي منها في نبق. وأشهر نباتات محمية نبق هو نبات المانجروف المعروف باسم نبات الشوري. فهذه المنطقة هي آخر منطقة امتداد استوائي لنمو هذا النبات وتجمعاته في المحيط الهندي والبحر الأحمر.
وتعيش أشجار المانجروف في المياه المالحة أو القليلة الملوحة (خاصة عند مصبات السيول في البحر) حيث يمكنها استخلاص المياه العذبة والتخلص من الملح من خلال أوراقها التي يظهر علي أسفلها طبقة من الملح وتفيد أشجار المانجروف في تثبيت الخطوط الساحلية وتساعد علي استبقاء الرواسب وتعتبر غابات المانجروف مناطق هامة لتوالد الأسماك واللافقاريات ومستوطنات لأنواع عديدة من الطيور المهاجرة والمقيمة. وتبلغ أقصي ارتفاع لشجرة المانجروف نحو خمسة أمتار.

## معرض صور

تصوير جوي لمحمية نبق
سمكة شقائق النعمان
لوحات إرشادية
لوحات إرشادية
لوحات إرشادية
مخطط لمحمية نبق
سمكة بيكاسو
نباتات بحرية
المانجروف
السفينة الغارقة في المحمية
المانجروف
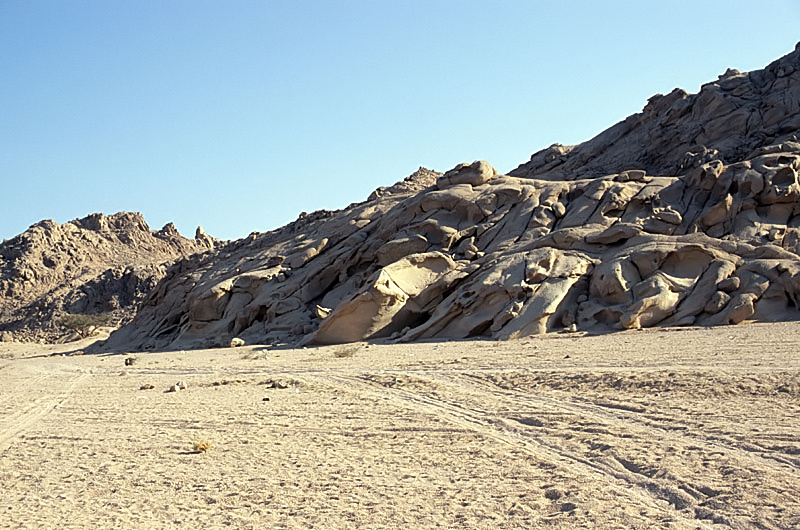
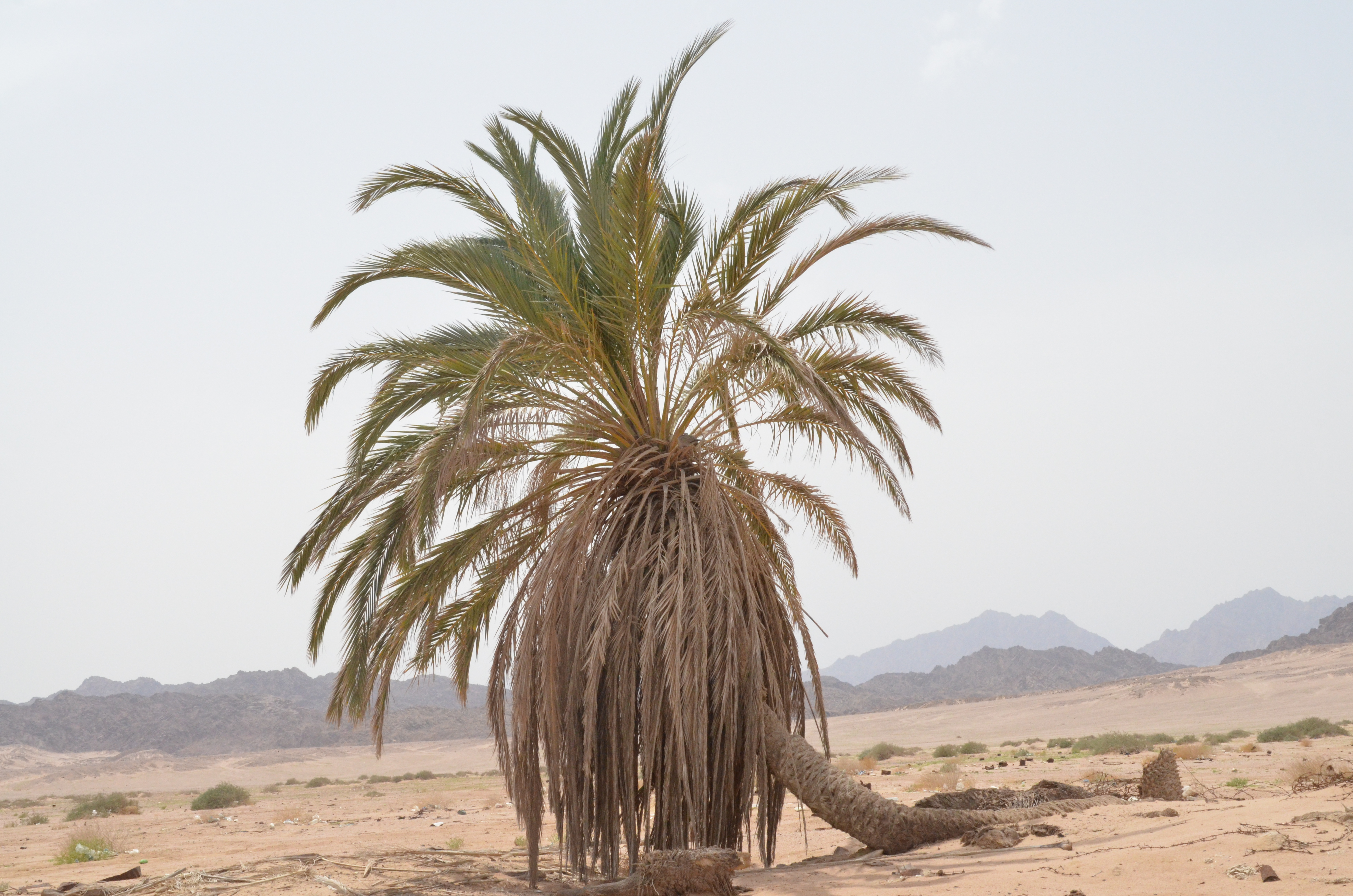
داخل المحمية
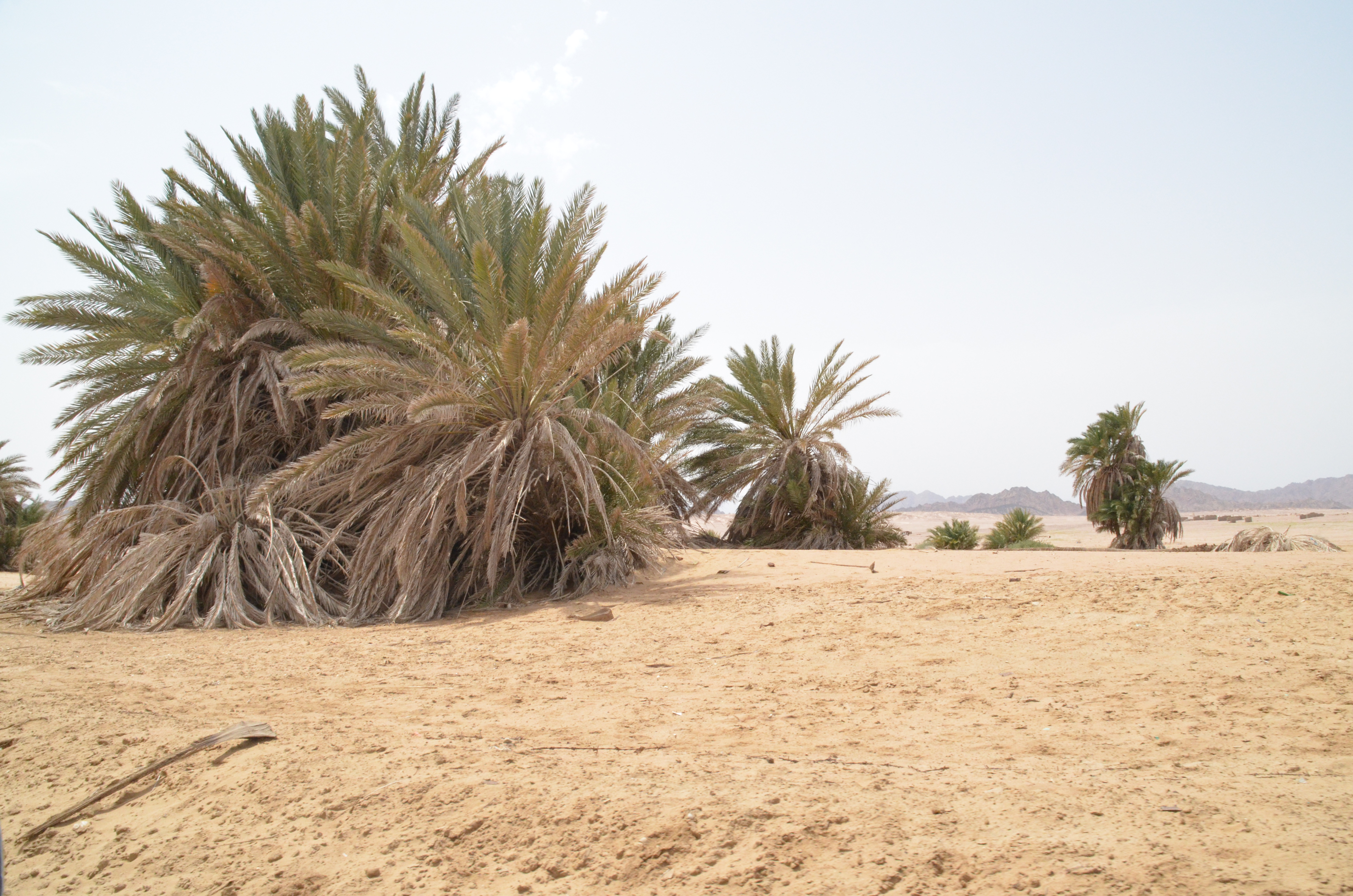
داخل المحمية
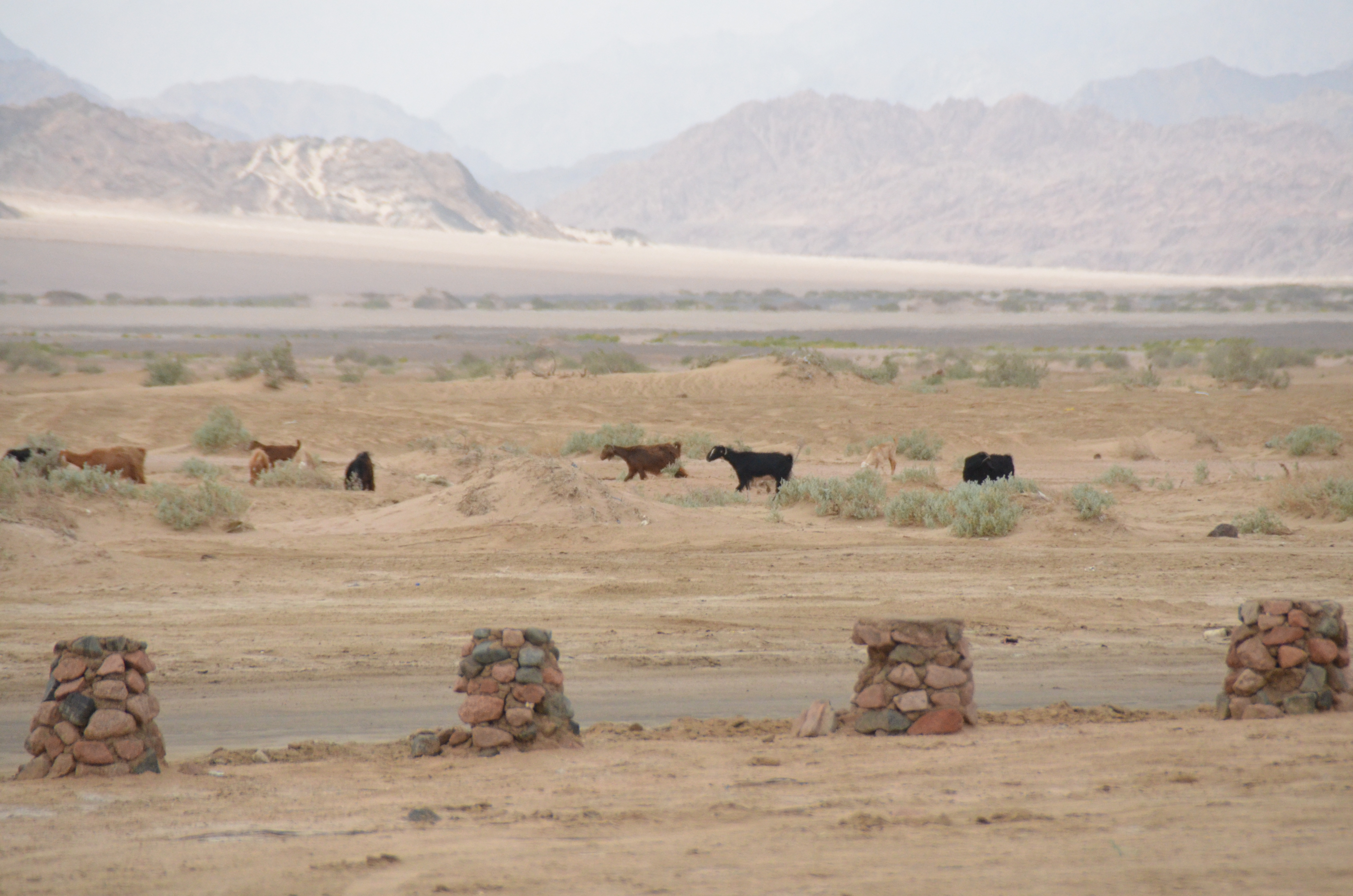
داخل المحمية
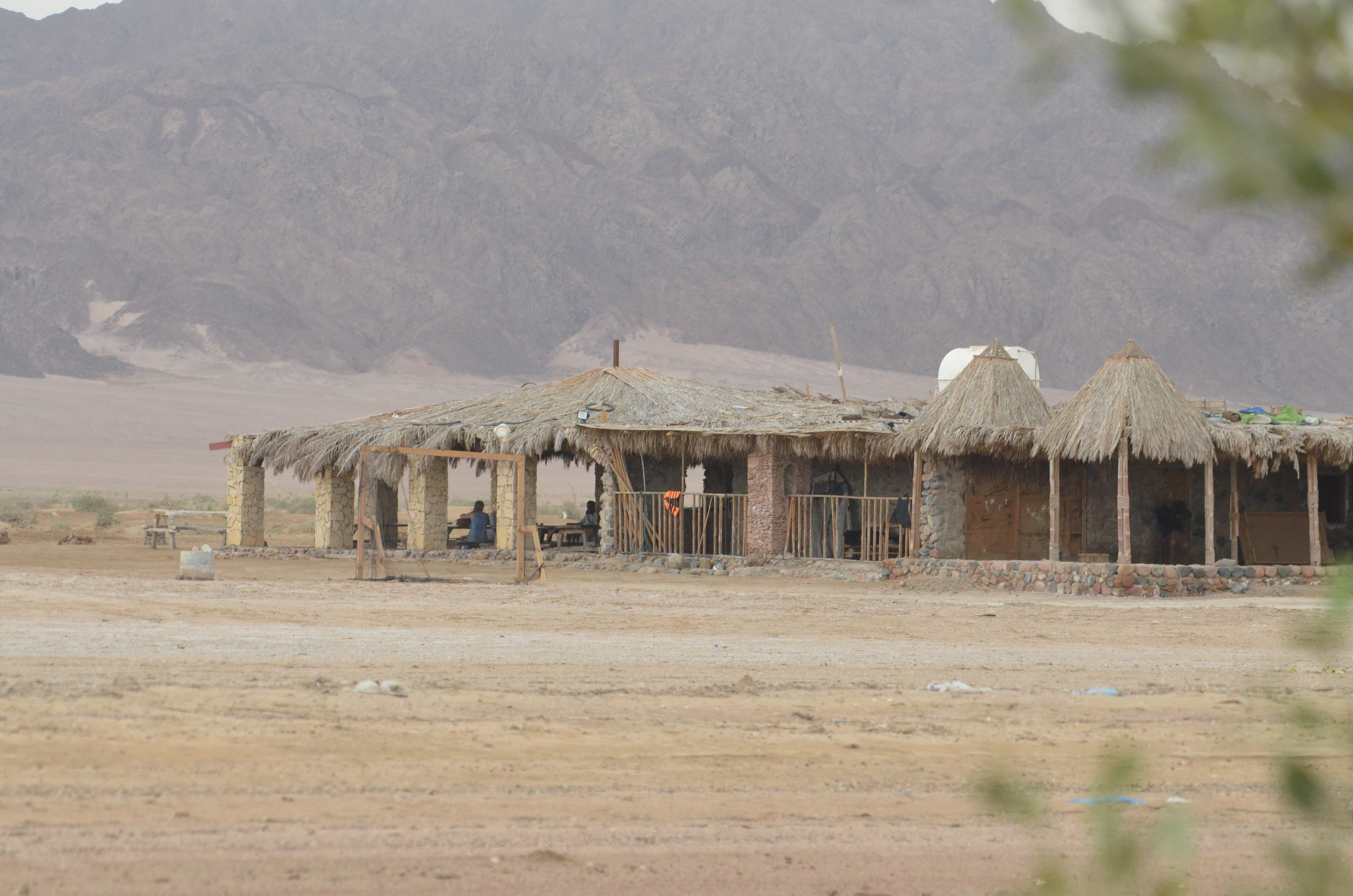
داخل المحمية
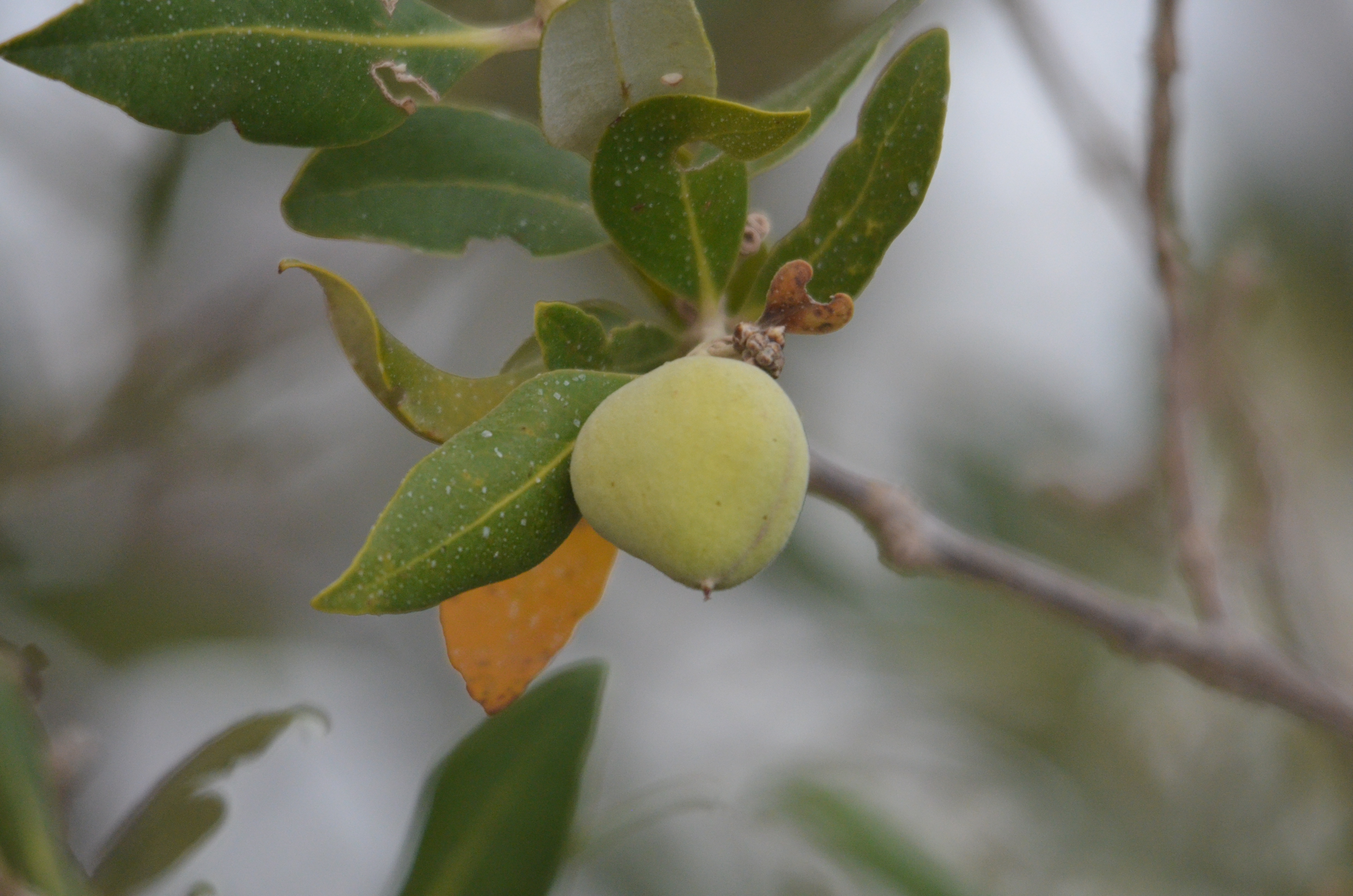
افيسينيا مارينا Avicennia marina